# Giovanni Bruno (politico)
Giovanni Bruno (Corigliano-Rossano, 2 luglio 1902 – 19 aprile 1994) è stato un politico italiano.

## Biografia
Laureato in giurisprudenza in Roma alla Università "La Sapienza". Svolge la professione di avvocato dal 1926.
È stato Presidente del Consiglio dell'Ordine degli Avvocati di Rossano dal 1981 al 1988
Politico Esponente del Partito Comunista Italiano, dopo aver ricoperto il ruolo di assessore comunale nell'immediato dopoguerra, il 1º agosto 1947 diventa Sindaco di Rossano, carica che ricopre fino al maggio 1952.
Nel 1948 viene eletto alla Camera dei deputati nella I legislatura della Repubblica Italiana nelle liste del Fronte democratico popolare ed aderisce al gruppo parlamentare del PCI. È sua la proposta di legge per la cessione ai comuni dei campi sportivi di proprietà del disciolto PNF. Rimane in carica a Montecitorio fino al 9 aprile 1952, quando si dimette e gli subentra Elsa Molè il 4 giugno 1952.
Continua ,poi, l'impegno politico a livello locale, venendo eletto consigliere comunale a Rossano anche nel 1957 e nel 1963. Alla fine del 1964 conclude la propria esperienza politica.
Muore nell'aprile 1994 all'età di 91 anni.